# Větrný mlýn (Stará Ves u Bílovce)
Větrný mlýn německého (sloupového, beraního) typu se nachází v obci Stará ves u Bílovce, okres Nový Jičín. Byl zapsán do Ústředního seznamu kulturních památek ČR. Větrný mlýn stojí v nadmořské výšce 430 m v náhorní planině Nízkého Jeseníku v blízkosti osady Horní Nový Dvůr, 2,5 km jihozápadně od Staré Vsi a je majetkem města Bílovec.

## Historie
Na vznik větrného mlýna jsou dva názory. Podle kronikáře města Bílovec byl mlýn postaven v roce 1878 v lokalitě Leskovec. A v roce 1910 přestěhován na zdejší místo. Podle zdroje je mlýn zanesen v mapě 3. vojenského mapování z roku 1880 a byl postaven v roce 1830 a byl funkční až do roku 1942.
Mlýn byl v roce 1965 renovován, nebylo obnoveno mlecí zařízení. Další oprava proběhla v roce 1985. V roce 2000 byla provedena výměna krovů, šindelové střechy a částí stěn v celkové hodnotě 325 000 Kč. Na opravu přispělo město Bílovec, Ministerstvo kultury ČR a okresní úřad. V roce 2001 byl provedena chemická ochrana proti dřevokazu. Celkové náklady dosáhly cca 463 000 Kč. Mlýn slouží jako muzeum.

## Popis
Větrný mlýn je dřevěný, stojí na čtvercovém půdorysu. střecha je sedlová s polovalbou krytá šindelem. Stěny jsou bedněny svisle položenými prkny. Do mlýna vede vede schodiště, návětrná strana je pobita šindelem. Větrné kolo mělo čtyři lopatky v délce 8 m a otáčelo se rychlostí 1krát za 4 až 5 sekund.
Ve mlýně se dochovalo vnitřní zařízení o dvou mlecích složeních. Dvě palečná kola o průměru 3,5 m s 96 zuby a o průměru 2,9 m s 88 zuby. Palečná kola jsou umístěna paralelně vedle sebe na hlavní vodorovné hřídeli. Mlýnské kameny mají průměr 1,35 a 1,06 m.